# Manuela Oreiro Lema
Manuela Oreiro Lema (Madrid, Espanya, 1818 - 1854) va ser una cantant d'òpera madrilenya.
Va néixer a Madrid el 9 de novembre de 1818. Era filla del gallec Antonio Oreiro, treballador de la Reial Casa de la Moneda, i de la madrilenya Antonia Martínez.
Va estudiar en el Conservatori de Maria Cristina, on va tenir com a mestre de solfeig Baltasar Saldoni i a Francesco Piermarini com a professor de cant. Va ser contractada com a prima donna assoluta per cantar en els teatres de Madrid durant la temporada 1836-37. En el teatre de la Cruz va interpretar l'òpera I Capuleti e i Montecchi, de Vincenzo Bellini, amb la qual va obtenir un gran èxit; també va entusiasmar el públic en cantar Anna Bolena, L'esule di Roma i el Belisario.
Es va casar l'1 d'abril de 1838, amb el literat Ventura de la Vega, natural de Buenos Aires, que va exercir diversos càrrecs, entre els quals el de secretari d'Isabel II i de la infanta Lluïsa Ferranda. Després d'una curta absència de l'escena, va tornar amb ànims renovats, i el cim de la seva fama va arribar quan va cantar amb el famós cantant Giovanni Battista Rubini, entre d'altres, les òperes Lucia di Lammermoor i La sonnambula.
Va continuar de forma brillant la carrera, i de 1849 a 1851 va interpretar diverses òperes en el teatre que la reina Isabel II havia fet construir en el palau: Ildegonda i La conquista de Granada d'Emilio Arrieta; La straniera, de Bellini; Luisa Miller, de Giuseppe Verdi.
Va morir al carrer del Baño, de Madrid, el 6 de maig de 1854, quan no havia complert encara els trenta-sis anys, a causa de febre tifoide. Rubini, el gran tenor, va dir d'ella, que mai havia trobat cap companya d'escena que tingués la veu i l'ànima de Manuela Oreiro.